# Ecliptopera subapicalis
Ecliptopera subapicalis là một loài bướm đêm trong họ Geometridae.